# Mesochorus suomiensis
Mesochorus suomiensis là một loài tò vò trong họ Ichneumonidae.